# Кузнецов, Евгений Иванович (футболист)
Евгений Иванович Кузнецов (14 ноября 1941, Чу, Казахская ССР) — советский футболист, полузащитник алма-атинского «Кайрата» и карагандинского «Шахтера», мастер спорта СССР; казахстанский футбольный тренер, заслуженный тренер Казахской ССР (1983).
Окончил Казахский государственный институт физической культуры по специальности «тренер-преподаватель». Состоял в КПСС.

## Биография
Родился в семье железнодорожников на станции Чу. После войны семья переехала в Джамбул, где Евгений начал играть в футбол.

### Игровая карьера
Первым клубом Е.Кузнецова был джамбульский «Локомотив», игравший в чемпионате области. Профессионально он начал играть в «Металлисте».
Главная часть карьеры Кузнецова связана с «Шахтером» (Караганда) и алма-атинским «Кайратом». Всего в чемпионате СССР сыграл 221 игру и забил 27 голов.

### Тренерская карьера
Тренировал команды: «Алатау»/«Химик» (Джамбул), «Кайрат» (Алма-Ата), юношескую сборную КазССР. За 5 место в спартакиаде школьников СССР удостоен звания заслуженный тренер КазССР (1983). Трудился в тренерском штабе национальной, молодёжной и олимпийской сборных Казахстана. В 2011 году «Кайрат» (Алматы) под его руководством выиграл золотые медали чемпионата Казахстана среди дублёров.